# Osul capitat

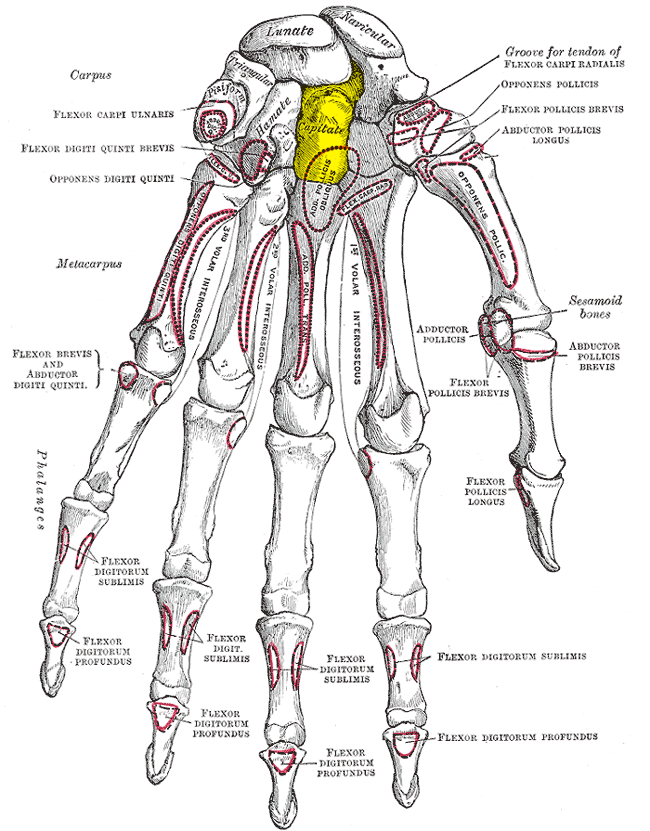
Osul capitat (în galben) văzut pe fața palmară (anterioară) a mâinii stângi

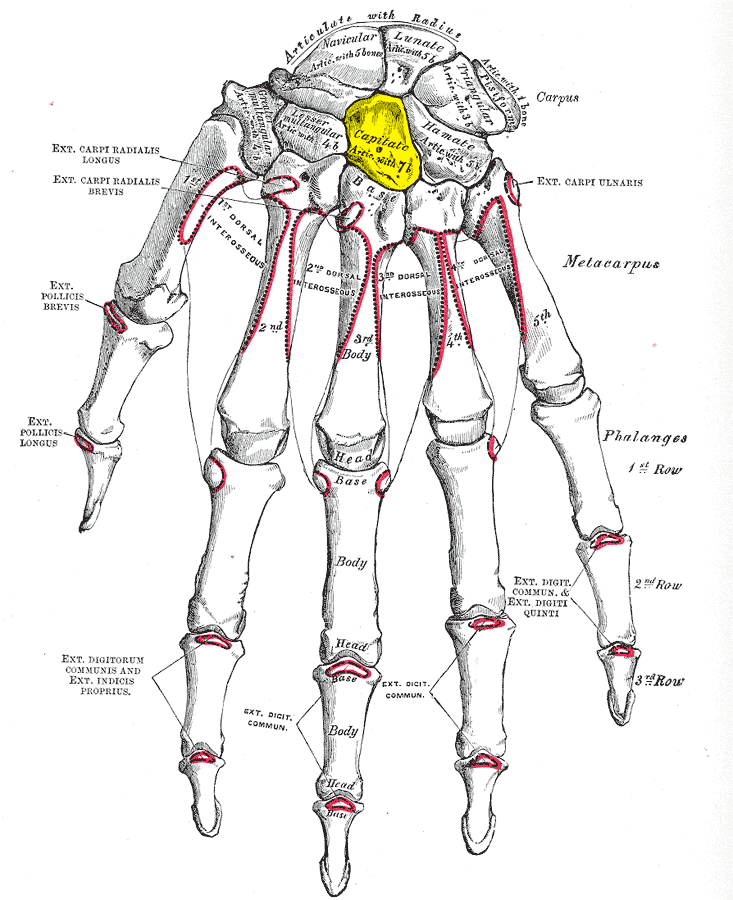
Osul capitat (în galben) văzut pe fața dorsală (posterioară) a mâinii stângi

Osul capitat (în roşu) al mâinii stângi

Osul capitat (Os capitatum) sau osul mare (Os magnum) este osul central al carpului, fiind al treilea os dinafară înăuntru din rândul distal (metacarpian) de oase carpiene. Este cel mai voluminos os carpian, fiind situat central, în jurul său grupându-se celelalte oase. Are un cap (de aici derivând și numele său), un col (gât) și un corp. Capul articular sferic este situat în partea superioară și este continuat inferior de colul și de corpul osului, mai voluminos. Osul capitat se articulează proximal cu semilunarul, distal cu oasele metacarpiene II, III și IV, lateral cu scafoidul și trapezoidul, medial cu osul cu cârlig.
Osul capitat prezintă 6 fețe: superioară, inferioară, medială, laterală, palmară și dorsală
- Fața superioară (proximală) este convexă și are forma unui cap articular care se articulează cu scafoidul (Os scaphoideum) și semilunarul (Os lunatum), pătrunzând în concavitatea formată de aceste oase.
- Fața inferioară (distală) prezintă trei fațete articulare cu care se articulează cu oasele metacarpiene II, III și IV. Fațeta articulară distală are o suprafață articulară plană care se articulează cu baza metacarpianului III. Fațeta articulară laterală se articulează cu baza metacarpianului II. Fațeta articulară medială se articulează cu baza metacarpianului IV.
- Fața laterală (radială) ușor convexă se articulează cu trapezoidul (Os trapezoideum) și scafoidul (Os scaphoideum).
- Fața medială (ulnară) se articulează cu osul cu cârlig (Os hamatum).
- Fața palmară (anterioară) nearticulară este rugoasă și are un șanț transversal care este considerat colul osului capitat, ce desparte capul de corp. Pe o proeminență osoasă a corpului de pe această față, își are originea capul profund al mușchiului flexor scurt al policelui (Musculus flexor pollicis brevis) și capul oblic al mușchiului adductor al policelui (Musculus adductor pollicis).
- Fața dorsală (posterioară) nearticulară este rugoasă. Ea este mai lungă decât fața palmară și prezintă o apofiză îndreptată inferior și medial.